# Louise Dahl-Wolfe
Pour les articles homonymes, voir Dahl et Wolfe.
Louise Emma Augusta Dahl connue après son mariage sous le nom de Louise Dahl-Wolfe (née le 19 novembre 1895 à San Francisco, Californie et morte le 11 décembre 1989, était une photographe américaine, connue en premier lieu pour son travail pour Harper's Bazaar réalisé, à partir du début des années 1930, avec les éditrices de mode Diana Vreeland et Carmel Snow. Elle s'est construit un style photographique s'appuyant sur la composition, l'équilibre et la lumière, avec des photos souvent prises à l'extérieur, dans des pays lointains, et aux audaces colorées.

## Biographie
Louise Emma Augusta Dahl est née en 1895 en Californie, de parents immigrés norvégiens. En 1914, elle commence ses études à la California School of Fine Arts (devenu le San Francisco Art Institute), où elle étudie le dessin et la couleur, avec Rudolph Schaeffer, mais aussi, pendant six ans, la peinture, le dessin d'après nature, l'anatomie, la composition de figures, etc. Elle travaille ensuite dans la conception d'enseignes électriques et d'intérieurs, et rencontre en 1921, la photographe Anne Brigman, qui l'incite à se lancer dans la photographie. Elle étudie le design, la décoration et l'architecture à l'université Columbia de New York. De 1927 à 1928, Dahl-Wolfe voyage avec la photographe Consuelo Kanaga, qui renforce son intérêt pour la photographie. En 1928, elle épouse le sculpteur Meyer Wolfe et se lance comme photographe professionnelle. Sa première photographie publiée, réalisée en 1932 et intitulée Tennessee Mountain Woman, est publiée dans Vanity Fair.
De 1933 à 1960, Dahl-Wolfe travaille en indépendant pour la publicité et la mode. En 1936, elle est recrutée par Carmel Snow comme photographe de mode pour le Harper's Bazaar. Elle y réalise 86 couvertures, et plus de 600 photos,. Elle voyage, pour réaliser ses photos, en Afrique du Sud, à Cuba, au Brésil, au Guatemala, etc.. Elle n'y fait pas de reportage, choisit des angles suggestifs et inhabituels pour ses photos, souvent de profil. L'attention du lecteur doit se porter sur les vêtements. Elle offre de la femme une image libre et sereine, et adopte dès 1937 la pellicule couleur Kodak Kodachrome.
La photographie de mode la rend célèbre. Mais elle aime réaliser des portraits, comme ceux de : Mae West, Cecil Beaton, Eudora Welty, W. H. Auden, Christopher Isherwood, Orson Welles, Carson McCullers, Edward Hopper, Colette ou Joséphine Baker. C'est elle qui « découvre » une adolescente du nom de Lauren Bacall .  Un de ses assistants est Milton H. Greene. Elle a une grande influence sur des photographes comme Irving Penn et Richard Avedon,. 
Elle quitte le Harper's Bazaar en 1958, à la suite des départs de Carmel Snow et d'Alexey Brodovitch, et prend sa retraite en 1960.
Elle meurt le 11 décembre 1989, d'une pneumonie aiguë.

## Expositions notables
- 2016 : L’élégance en continu, du 19 octobre 2016 au 8 janvier 2017, Pavillon populaire, Montpellier

## Publication
- Louise Dahl-Wolfe, Louise Dahl-Wolfe : A Photographer’s Scrapbook, New York, St. Martin’s/Marek, 1984.